# Size

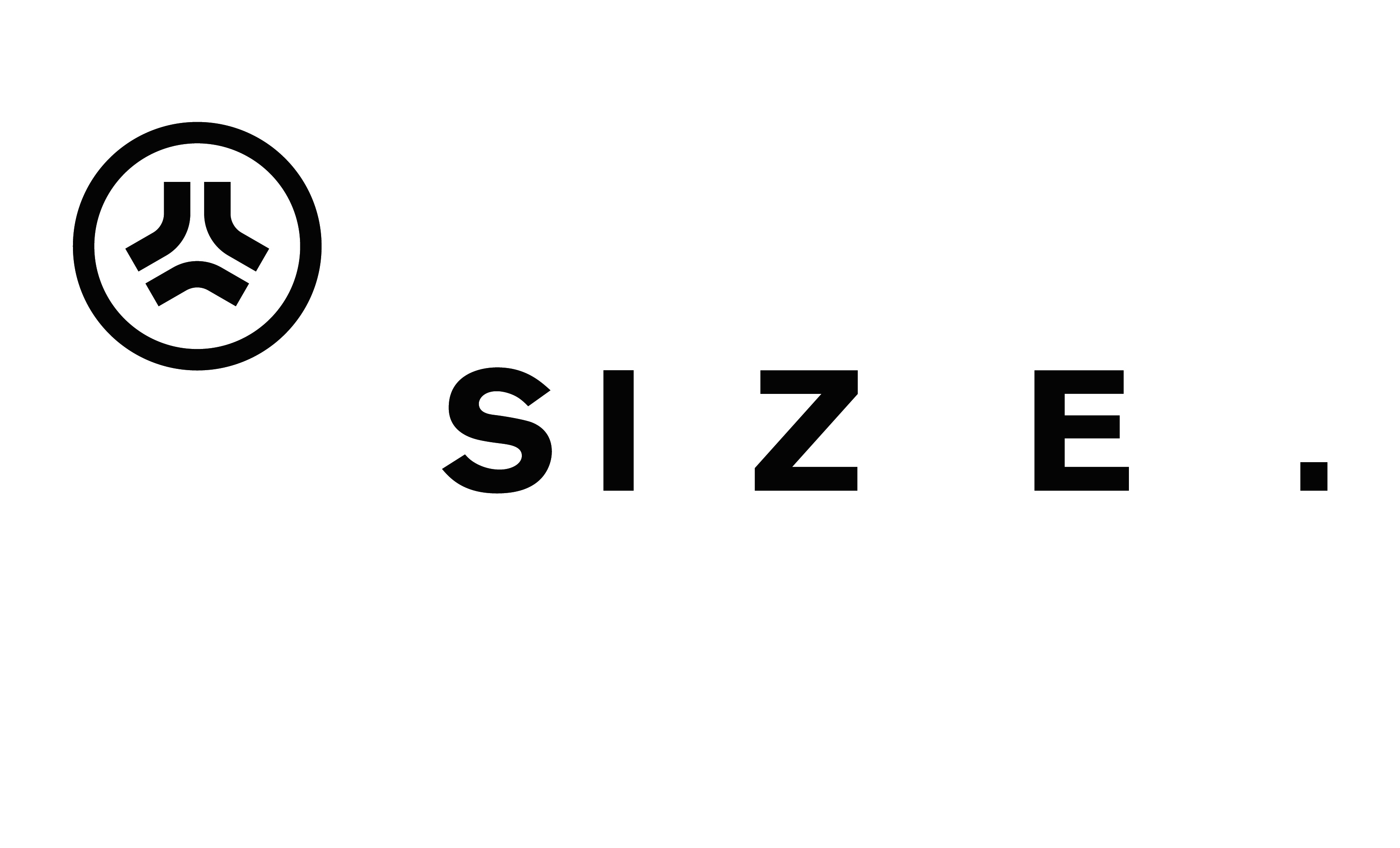
Size Records logotyp

Size är ett svenskt skivbolag grundat och drivet av Steve Angello. Den första Size-releasen släpptes 2003. Det var en EP av Steve Angello som heter: Simplicity EP. Steve Angello grundade Size för att det var svårt att släppa låtar hos andra skivbolag eftersom han inte var så populär 2003, så det var inte så många skivbolag som ville släppa hans musik. Size släpper bara musik i genren elektronisk dansmusik. De som skrivit kontrakt med Size är grundaren Steve Angello, Steves lillebror An21, Max Vangeli, Junior Sanchez och Still Young. Size samarbetar också med Rebels Studios som deras kreativa byrå. Rebels studios gör bl.a. Size-konstverken på låtarna, filmar musikvideor/livekonserter och gör reklam åt Size.

## Diskografi
- Size001: Steve Angello - Simplicity EP, 2003
- Size002: The Sinners - Sin EP. 1, 2003
- Size003: Steve Angello - Strange Fruit EP, 2003
- Size004: Steve Angello - Twisted Sense EP, 2003
- Size005: The Sinners - Sin EP. 2, 2003
- Size006: Steve Angello - Voices, 2003
- Size007: Steve Angello - Toolbox EP, 2004
- Size008: Steve Angello - Euro, 2004
- Size009: Disco Construction - Can't Get Enough, 2004
- Size010: General Moders - Cross The Sky, 2004
- Size011: Who's Who? - What's What EP, 2005
- Size012: Steve Angello - Teasing Mr. Charlie/Straight, 2006
- "Size013: Who's Who? - Sexy F**k", 2006
- "Size014: Laidback Luke - Killing The Kitchen" , 2007
- "Size015: Innersphere AKA Shinedoe - Phunk" , 2007
- "Size016: Steve Angello - Trix" , 2007
- "Size017: Who's Who? - Klack" , 2008
- "Size018: Steve Angello - Gypsy", 2008
- "Size019: Sebastian Ingrosso, Laidback Luke - Chaa Chaa" , 2008
- "Size020: Who's Who? - Klack (Mix One)" , 2007
- "Size021: Rythm Code - Scorpion/ Where is Neil?" , 2008
- "Size022: Funkagenda, Exakta - Mad Money" , 2009
- "Size023: Kim Fai - P.O.V" , 2009
- "Size024: Steve Angello - Isabel" , 2009
- "Size025: Rythm Code - Invisible Line/ Paranoid Cycle" , 2009
- "Size026: Flash Brothers - Palmito" , 2009
- "Size027: Steve Angello, AN21 - Flonko" , 2009
- "Size028: Paul Thomas, Myke Smith - Otterman" , 2009
- "Size029: Kim Fai - Good Life" , 2009
- "Size030: Juan Kidd, Mr. Pedros - Bang The Drum" , 2009
- "Size031: Marcus Schossow - Space/ Tequila" , 2008
- "Size032: Pirupa & Pigi - Rough & Raw" , 2008
- "Size033: Paul Thomas, Myke Smith - Waterfall" , 2008
- "Size034: Steve Angello - Tivoli" , 2008
- "Size035: Steve Angello, AN21 - Valodja" , 2008
- "Size036: Steve Angello - Alpha Baguera" , 2008
- "Size037: Steve Angello - Monday" , 2008
- "Size038: Steve Angello - Monday (Christian Smith Remix)" , 2008
- "Size039: AN21 & Max Vangeli - Gama" , 2009
- "SIze040: Afrojack - Pacha On Acid" , 2009
- "Size041: Christian Smith - Almaviva" , 2009